# 韓寅
韓寅（1919年12月—2014年1月29日），河北藁城人，中华人民共和国政治人物。

## 生平
毕业于燕京大学。1939年参加八路军，担任一二九师平汉抗日游击纵队宣教干事，一二九师新编十旅政治部干部教育干事、太行军区六分区司令部秘书，邢沙独立营政治教导员，晋冀鲁豫军区第六纵队敌工科副科长，二野军政大学大队政治委员等职。1941年3月加入中国共产党。1949年后，担任川东军区报社负责人，志愿军十二军宣传处长，南京军区政治部副秘书长，国务院文化部政治部宣传部部长，安徽省革委会政治工作组副组长，安徽省委宣传部副部长，安徽省第六届人大常委会委员、科教文卫委员会副主任等职。曾担任的社会兼职：安徽省伦理学会会长、二野军大校史研究会理事长。副省级医疗待遇。1955年获三级独立自由勋章、三级解放勋章。
2014年1月29日，在合肥逝世。